# Сулле, Фаустин
Фаустин Баха Сулле — танзанийский легкоатлет, бегун на длинные дистанции, который специализировался в полумарафоне. Серебряный призёр чемпионата мира по полумарафону 2000 года с результатом 1:03.48. В 1999 году стал победителем Парижского полумарафона с результатом 1:01.37 и Лилльского полумарафона с результатом 1:01.38, а также стал чемпионом 10-километрового пробега Corrida de Langueux. В 2000 году стал победителем полумарафона Great North Run.
Занял 19-е место на чемпионате мира по кроссу 2000 года. На чемпионате мира 2009 года занял 28-е место в марафоне.